# William Nutter
William Nutter (1759–1802) est un graveur et dessinateur britannique.

## Biographie

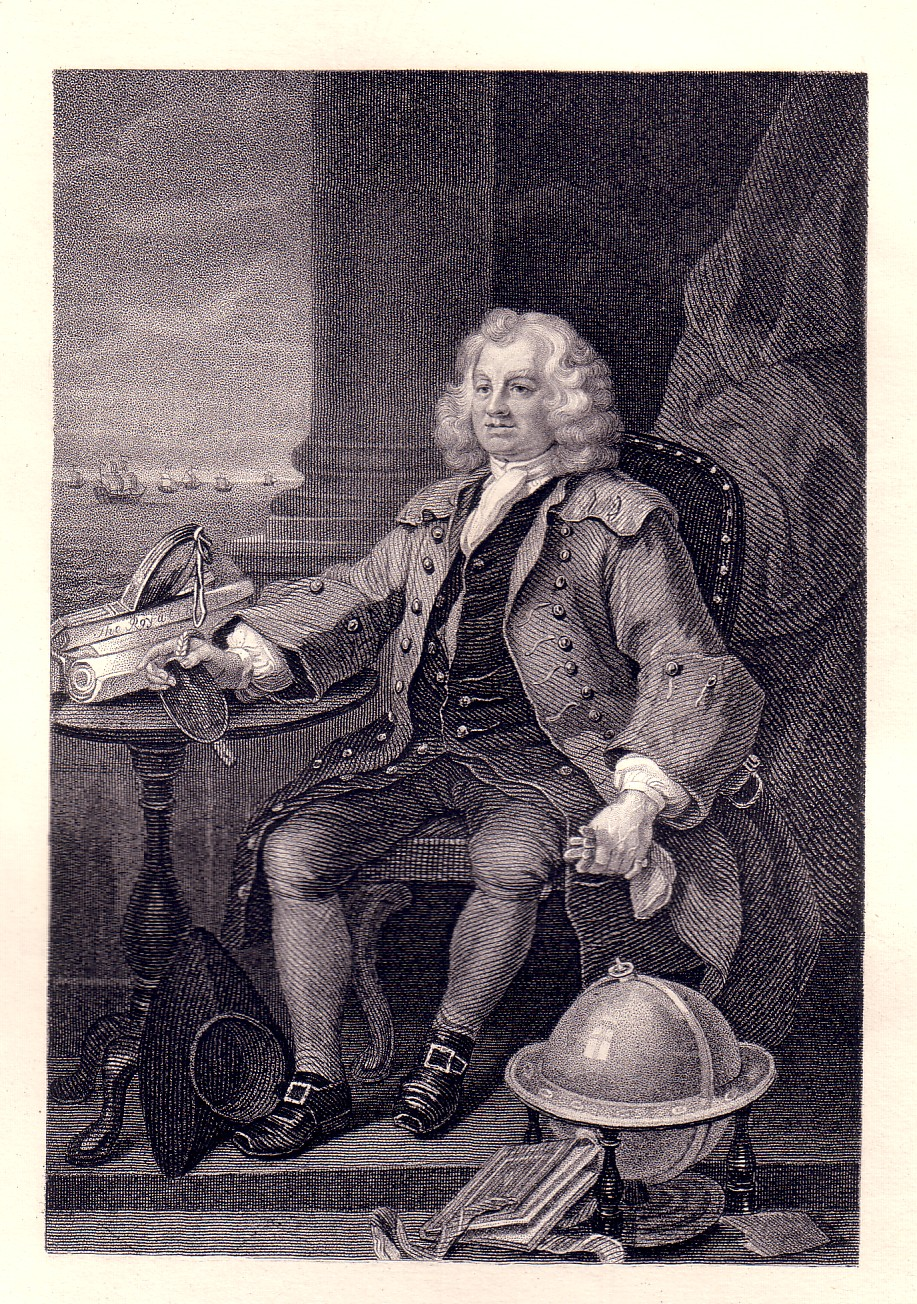
Portrait de Thomas Coram (1796), gravure de William Nutter d'après William Hogarth.

Né en 1759, Nutter devient l'élève de John Raphael Smith. Il travaille exclusivement comme graveur au pointillé, à la manière de Francesco Bartolozzi.
Nutter expose des dessins allégoriques à la Royal Academy en 1782 et 1783. Il meurt à sa résidence de Somers Town, le 14 mars 1802, dans sa 44e année, et est enterré dans le cimetière de Whitefield's Tabernacle, Tottenham Court Road.
Les œuvres de Nutter sont datées de 1780 à 1800. Il exécute des planches d'après les plus grands artistes anglais de son temps, une grande partie d'entre elles étant issues de miniatures de Samuel Shelley.